# Incitation publique à la haine en droit canadien
Pour un article plus général, voir Incitation à la haine.
En droit canadien, l'incitation publique à la haine est une infraction criminelle en vertu de l'article 319 (1) du Code criminel.
L'interdiction d'inciter publiquement à la haine peut être vue comme une limite législative à la liberté d'expression.

## Texte de la disposition
« Incitation publique à la haine
319 (1) Quiconque, par la communication de déclarations en un endroit public, incite à la haine contre un groupe identifiable, lorsqu’une telle incitation est susceptible d’entraîner une violation de la paix, est coupable :
a) soit d’un acte criminel et passible d’un emprisonnement maximal de deux ans;
b) soit d’une infraction punissable sur déclaration de culpabilité par procédure sommaire. »

## Moyens de défense

### Groupe identifiable
En vertu de cette disposition, l'incitation à la haine ne peut viser qu'un groupe identifiable. D'après l'art. 319 (7) C.cr., la notion de groupe identifiable a le même sens que lui donne l'art. 318 C.cr., c'est-à-dire « toute section du public qui se différencie des autres par la couleur, la race, la religion, l’origine nationale ou ethnique, l’âge, le sexe, l’orientation sexuelle, l’identité ou l’expression de genre ou la déficience mentale ou physique ».
Les tribunaux vont considérer les glissements sémantiques possibles entre un groupe non protégé vers un groupe protégé. À titre d'exemple, dans l'affaire R. c. Rochefort, l'accusé tenait un discours virulent au sujet des féministes, qui est a priori un groupe non protégé car il entre dans la catégorie des philosophies ou idéologies, mais le tribunal a considéré que dans le contexte, le discours de haine de l'individu visait en réalité les femmes et il a été condamné.
Et malgré l'exclusion de certains groupes de la catégorie de groupe identifiable, intimider ces personnes ou tenter de le faire peut néanmoins entrer dans le cadre de l'infraction de l'intimidation (art. 423 C.cr) ou de l'infraction de l'intimidation de personnes associées au système judiciaire ou d'un journaliste (article 423. 1 C.cr.)

### Distinction avec l'injure raciste
L'infraction d'incitation à la haine n'est pas la même chose que l'injure raciste, car l'injure raciste n'est pas une infraction en soi au Code criminel, donc une injure raciste qui ne vise que la ou les victime(s) et qui n'est pas communiquée à des tiers pour les inciter à la haine n'est pas interdite par le Code criminel.

### Endroit public
Dans la disposition, le législateur utilise le terme « endroit public », donc cela crée une autre exception qui en principe autorise l'incitation à la haine dans un endroit qui n'est pas un endroit public. L’article 319, alinéa 7 du Code criminel définit ainsi la notion d’endroit public : « Tout lieu auquel le public a accès de droit ou sur invitation, expresse ou tacite ». Des sites Internet publics comme Facebook ou Twitter sont reconnus comme étant des endroits publics.

### Être susceptible d'entraîner une violation de la paix
Comme autre exception, le législateur insère le critère « lorsqu'une telle incitation est susceptible d’entraîner une violation de la paix », donc il crée un moyen de défense pour les cas où, même dans un endroit public contre un groupe identifiable, les propos haineux ne sont pas susceptibles d'entraîner une violation de la paix. Selon la juge dans R. c. Têtu, « pour que les propos soient susceptibles d’entraîner une violation de la paix, il faut qu’ils comportent un certain degré de violence et un risque de préjudice ».

## Infraction connexe de fomentation volontaire de la haine
Il existe une infraction connexe de fomentation volontaire de la haine à l'art. 319 (2) C.cr. Cette infraction connexe vise la communication de déclarations autrement que dans une conversation privée.

## Définition de la haine et engagement à ne pas troubler l'ordre public
Un projet de loi C-36 cherche à ajouter une définition de la haine et à créer un engagement de ne pas troubler l'ordre public lorsqu'une personne a des motifs raisonnables de craindre qu'une personne commette la propagation haineuse ou les crimes haineux.